# Béma
Pour les articles homonymes, voir Béma (homonymie).
Béma est une ville et une commune malienne, située dans le pays de la Kaarta, chef-lieu du cercle de Béma, dans la région de Nioro du Sahel. La ville de Béma compte 36 000 habitants en 2024[réf. nécessaire]. Ses habitants sont appelés les Bémanais, et les Bémanaise. 

## Géographie
Elle se situe entre : latitude nord  9°40’8’’ et 9°30’00’’ de longitude ouest. Couvrant une superficie d'environ 1 350 km2, elle est limitée :
- au nord par la commune rurale de Guédébine ;
- au nord-ouest par la commune rurale de Fassoudébé ;
- au nord-est par la commune rurale de Koréra Koré ;
- au sud par la commune rurale de Diéma ;
- à l'ouest par la commune urbaine de Diangounté.

## Histoire
En mars 2023, la commune est distraite de cercle de Diéma et la localité est érigée chef-lieu du 6e cercle de la région de Nioro du Sahel.

## Villages
La commune s'étend sur 23 localités relevées lors du recensement général de 2009 :
- Béma (5 186 habitants) ;
- Fadou (2 579 habitants) ;
- Kamatingué (1 715 habitants).